# SJ O sorozat
Az SJ O sorozat egy svéd 15 kV, 16,7 Hz AC áramrendszerű villamosmozdony-sorozat volt. 1914-ben gyártotta az ASEA és a Siemens. A mozdonyok a Malmbananon továbbították a nehéz vasérc-szállító tehervonatokat, leváltva az addig ott dolgozó gőzmozdonyokat. A gépek a korábbi 10 km/h sebesség helyett 30 km/h sebességgel vontatták a 40 kocsis tehervonatokat.